# Bitwa pod Lisianką
Bitwa pod Lisianką – starcie zbrojne, które miało miejsce dnia 12 marca 1674 r. w trakcie walk moskiewsko-kozackich.
W styczniu 1674 r. wojska moskiewskie pod wodzą hetmana zadnieprzańskiego Iwana Samujłowicza przeprawiły się przez Dniepr, kierując się w 3 kolumnach na Kaniów, Czehryń i Czerkasy. Dnia 12 lutego zdobyte zostały Czerkasy, tydzień później poddał się Kaniów, który obsadzono silną załogą wojskową. Dnia 12 marca pod Lisianką (Medwinem) wojska moskiewskie pod wodzą pułkownika Cejewa rozbiły siły Kozackie dowodzone przez Hrehorego Doroszenkę. Po dwóch miesiącach na stronę rosyjską przeszła większość sił kozackich a brak reakcji na działania Moskwy powodował osłabienie pozycji Polski na terenie Ukrainy Prawobrzeżnej.